# Aegasteroceras
Aegasteroceras – rodzaj amonitów.
Żył w okresie jury (synemur).